# Bernard Cyril O’Grady
Bernard Cyril O’Grady OP (ur. 24 sierpnia 1931 w Adelajdzie) – australijski duchowny rzymskokatolicki, dominikanin, misjonarz, biskup Gizo.

## Życiorys
Bernard Cyril O’Grady urodził się 24 sierpnia 1931 w Adelajdzie w Australii. 1 grudnia 1956 otrzymał święcenia prezbiteriatu i został kapłanem Zakonu Kaznodziejskiego.
3 lutego 1995 papież św. Jan Paweł II mianował go biskupem diecezji Gizo. 19 maja 1995 przyjął sakrę biskupią z rąk swojego poprzednika bpa Eusebiusa Johna Crawforda OP. Współkonsekratorami byli arcybiskup Honiary Adrian Thomas Smith SM oraz nuncjusz apostolski w Papui-Nowej Gwinei i na Wyspach Salomona abp Ramiro Moliner Inglés.
Po osiągnięciu wieku emerytalnego złożył dymisję, którą papież przyjął 5 czerwca 2007.